# 溶接学会
一般社団法人 溶接学会（ようせつがっかい、英語: Japan Welding Society (JWS)）は、日本の学術研究団体の一つ。

## 概要
1926年5月29日設立。学術研究団体としての種別は単独学会である。
材料工学を学術研究領域とし、溶接・接合に関する研究の連絡・学術技術の向上を図り、文化の発展に寄与することを目的としている。
国内においては日本工学会に、国際学術連合体としてはInternational Institute of Welding（国際溶接学会）に加入している。

## 沿革
- 1926年 - 電気鎔接協会発足。
- 1927年 - 鎔接協会に改称。
- 1936年 - 法人認可社団法人熔接協会（大専第136号）設立。
- 1943年 - 社団法人熔接学会に改称。
- 1960年 - 社団法人溶接学会に改称。
- 2012年 - 一般社団法人溶接学会へ移行。

## 刊行物

### 溶接学会誌
- 誌名（和文）：溶接学会誌
- 誌名（欧文）：Journal of the Japan Welding Society
- 創刊年：1926
- 資料種別：解説誌・一般情報誌
- 使用言語：日本語のみ
- 発行形態：印刷体、eジャーナル
- 著作権帰属先：学会
- クリエイティブコモンズ：定めていない
- 購読：有料

### 溶接学会論文集
- 誌名（和文）：溶接学会論文集
- 誌名（欧文）：Quarterly Journal of the Japan Welding Society
- 創刊年：1983
- 資料種別：ジャーナル（査読付き論文を含む）
- 使用言語：日英混在
- 発行形態：eジャーナル
- 著作権帰属先：学会
- クリエイティブコモンズ：定めていない
- 購読：無料